# Kozłów
Kozłów è un comune rurale polacco del distretto di Miechów, nel voivodato della Piccola Polonia.
Ricopre una superficie di 85,84 km² e nel 2004 contava 4 971 abitanti.